# Безсмертновит
Безсмертнови́т (англ. bezsmertnovite, иногда англ. bessmertnovite от имени собственного) — очень редкий гипергенный минерал класса сульфидов, сложный по составу: смешанный плюмботеллурид золота, меди, железа, серебра из группы билибинскита с идеальной формулой Au4Cu(Te,Pb).
Открытый в 1978 году на Агинском золотоносном месторождении (Центральная Камчатка, Быстринский район), безсмертновит выделяется среди всех прочих рудных минералов необычайно высокой насыщенностью и чистотой цвета (оранжево-жёлтого), превосходящего даже золото. В 1979 году новый минерал был назван в честь семейной пары известных московских минералогов: Владимира и Марианны Безсмертной.:63

## История открытия и название
Агинское золоторудное месторождение (центральная Камчатка) было открыто в 1964 году и далеко не сразу попало в план промышленного освоения. В рамках поисковых и разведочных работ, проводившихся с 1973 до 1985 год, в районе работали группы геологов и минералогов со всей страны. В ходе исследований на месторождении было открыто и зарегистрировано несколько ранее неизвестных минералов сложного состава, одним из которых стал новый и необычный по структуре плюмботеллурид с очень высоким содержанием золота, в 1979 году по инициативе авторов открытия, геолога Э. Спиридонова и минералога Т. Чвилёвой получивший название безсмертновит.
Русское название минерала воспроизводит старую (отчасти, церковно-славянскую) транскрипцию слова «бессмертие», ставшую неактуальной ещё в XIX веке, однако, сохранившуюся в разных языковых образованиях раннего времени, в частности, в современном украинском (малороссийском) варианте или среди корпуса старых русских фамилий, правописание которых не подвергалось обновлению. Именно таким образом новый минерал и получил не вполне обычное имя, данное ему в честь семейной пары, состоящей из авторитетного московского минералога, ведущего сотрудника ИМГРЭ и специалиста как раз в области природных теллуридов, Марианны Сергеевны Безсмертной (1915-1991) и её мужа, Владимира Васильевича Безсмертного (1912-2002), специалиста в области геологии рудных месторождений.
Вместе с тем, именно Марианна Безсмертная настояла на включении имени своего мужа, как части семейного научного тандема, в номинационный список минерала. Это была её просьба к Татьяне Чвилёвой и Эрнсту Спиридонову при выдвижении будущего безсмертновита на утверждение комиссии Академии наук и Мингеологии СССР в 1979 году.:294-295
Поначалу визуально отнесённый к классу природных интерметаллических соединений золота, почти сразу же минерал вызвал научные дискуссии, сопровождавшиеся сериями спектральных и рентгенографических исследований.:1258-59 В окончательном варианте минерал был отнесён к сложному классу плюмботеллуридов.
Типовые образцы безсмертновита находятся в коллекции Института минералогии, геохимии и кристаллохимии редких элементов и в Минералогическом музее имени Ферсмана.

## Характеристика минерала
Безсмертновит был найден в вулканогенном месторождении с преобладанием теллуридов золота в гипергенных зонах. Как правило, он находится в ассоциации с двумя другими минералами своей группы: билибинскитом и богдановитом, изредка — в виде каймы или включений в зёрнах самородного золота, встречается также с рикардитом и другими теллуритами. Безсмертновит представляет собой пластинчатые продолговатые зёрна неправильной формы размером не более 0,2 х 0,05 мм. В отражённом свете и под микроскопом минерал напоминает золото, он имеет очень яркий оранжево-жёлтый цвет, хотя коэффициент отражения у него более низкий. Анизотропный в нейтральных серых оттенках.
Отличительной оптической особенностью новых минералов группы плюмботеллуридов, в особенности, безсмертновита является чрезвычайно высокая насыщенность и чистота цвета. Самыми высокими значениями по этому параметру до тех пор характеризовалось только золото, имевшее показатель р = 48%, относительно источника белого света. Однако аналогичный показатель у безсмертновита значительно превосходит золото (р = 62%).:146 Минерал непрозрачен, имеет сильный металлический блеск и апельсиновый оттенок, напоминающий медистое золото. Чрезвычайно высокая насыщенность цвета безсмертновита определена как самая высокая из всех известных рудных минералов.:113
В отражённом свете безсмертновит похож на золото, благодаря чему легко обнаруживается среди агрегатов билибинскита, богдановита и других минералов группы: он самый светлый из них, имеет насыщенный оранжево-жёлтый цвет, в скрещённых николях слабо анизотропен в серых тонах.:147 Минерал обладает металлической электропроводностью.:113
Идеальная формула безсмертновита с самого начала была определена как Au4Cu(Te,Pb).:185 Тем не менее, в современном виде она зачастую выглядит несколько сложнее, представляя в свободном виде место для различных металлов в составе: Au4Cu(Te,Pb), Ме5Х. Эмпирическая формула безсмертновита: (Au3.65Ag0.35)Σ4.00(Cu0.98Fe0.13)Σ1.11(Te0.56Pb0.43)Σ0.99

## Условия образования
Минералы группы билибинскита представляют собой типоморфные образования окисленных золото-теллуридных руд.:146 Плюмботеллуриды и стибиоплюмботеллуриды Au – Cu (Ag) – Fe развиваются в коре выветривания (в зоне цементации) золото-теллуридных месторождений. Билибинскит, богдановит и безсмертновит содержат соответственно около 50, 65 и 75 масс. % Au. Макроскопически они напоминают борнит. Твёрдость этих минералов заметно выше, чем у самородного золота. В гипергенных зонах минералы группы замещают гипогенные костовит, креннерит, сильванит, нагиагит и алтаит. В свою очередь, в зонах окисления плюмботеллуриды золота не устойчивы, их замещают тонкофестончатое золото и теллуриты Cu, Pb, Fe.:145

## Месторождения
Несмотря на редкость и экзотичность минерала, он не остался эндемиком одного камчатского месторождения, на котором был обнаружен впервые. Уже в 1990-е годы безсмертновит был найден в сходных условиях рудообразования на нескольких золото-теллуридных месторождениях, расположенных по всему миру. Самые известные из них: Манка (Курчумский район, Восточно-Казахстанская область), два месторождения в провинции Шаньдун (северо-восточный Китай); Плавика (Северная Македония) и Трикси (штат Юта). Имеются также данные о новейших находках безсмертновита на месторождении Приозёрное (Северный Урал),:17, а также в золотых рудниках месторождения Кумтор (Срединный Тянь-Шань, Кыргызстан).